# Fāryāb (kommunhuvudort i Iran)
Fāryāb (persiska: فاریاب) är en kommunhuvudort i Iran.   Den ligger i provinsen Kerman, i den sydöstra delen av landet, 1 000 km sydost om huvudstaden Teheran. Fāryāb ligger 660 meter över havet och antalet invånare är 4 508.
Terrängen runt Fāryāb är platt norrut, men söderut är den kuperad.Runt Fāryāb är det glesbefolkat, med 8 invånare per kvadratkilometer. Fāryāb är det största samhället i trakten. Omgivningarna runt Fāryāb är i huvudsak ett öppet busklandskap.